# کوچیکادووا
کوچیکادووا (به لاتین: Kochchikaduwa) یک منطقهٔ مسکونی در سری‌لانکا است که در استان مرکزی (سری‌لانکا) واقع شده‌است.